# Cidippidae
Cidippidae é uma família de ctenóforos. Uma das onze pertencentes à família Cydippida . 
São reconhecidos cinco gêneros diferentes: 
- Attenboroughctena Ceccolini & Cianferoni, 2020
- Hormiphora L. Agassiz, 1860
- Minictena C. Carré & D. Carré, 1993
- Pleurobrachia Fleming, 1822
- Tinerfe Chun, 1898